# Daniel Jarque
Daniel Jarque González (1. januar 1983 – 8. august 2009) var en spansk fodboldspiller, der spillede som midterforsvarer.
Jarque spillede i hele sin karriere hos den spanske klub RCD Espanyol og døde 26 år gammel af et hjerteanfald en måned efter, at han var udnævnt til holdkaptajn.
Det var Daniel Jarque González navn der stod på Andrés Iniestas undertrøje under VM finalen i 2010, som han viste frem efter sin scoring.